# Жива вакцина
 Жива вакцина или атенуисана вакцина (енгл. live vaccines или attenuated vaccine) је облик вакцине припремљен од вијабилних сојева микроорганизама са ограниченим капацитетом да изазову инфекцију и болест код људи. Такви сојеви или нормално инфицирају друге животињске врсте (нпр краве код вакцине против великих богиња) или се добијају процесом смањења њихове вируленције - атенуацијом (познатим и као атенуисани сојеви) па се за ове вакцине често користи назив атенуисана вакцина.

## Процес смањења вируленције - атенуација

### Генетска манипулација патогена
Савремен начин атенуације данас се заснива на генетској манипулацији патогена са намером да се код њих изазову мутације гена за битне факторе вируленције.
Атенуација се најчешће спроводи тако што се патоген дуже време култивише ин витро у одсуству имуних механизама домаћина и под условима различитим од оних који владају у људском организму (на нижој температури или у ћелијама животињских врста које патоген нормално не инфицира), и након тога: акумулира мутације и адаптира се на такве услове, а губи способност да индукује болест код човека као његовог природног домаћина.
Атенуисаним вакцинама припада већина вакцина против:
Вирусних обољења
У које нпр. спадају вакцине против заушки, малих богиња, рубеоле, овчијих богиња или полиомијелитиса-орална Сејбинова вакцина.
Бактеријских инфекција
Међу које превасходно спадају вакцине против болести изазваних интрацелуларним бактеријама, као што су нпр. Бе-Се-Же (Bacillus Calmette–Guérin (BCG) вакцина против туберкулозе и вакцина против тифуса.

### Генетска рекомбинација
Посебан тип живих вакцина су вакцине добијене генетском рекомбинацијом (ресортирањем) хомологих сегмената генома између сродних вируса. Пример је вакцина за ротавирус добијена генетским ресортирањем хуманог и бовиног (крављег) ротавируса.

## Механизми дејства и примена
Живе вакцине индукују свеобухватан имунски одговор и то су једине вакцине у употреби које поред антитела могу да индукују и ћелијски одговор који укључује и цитотоксичне Т-ћелије. Такође, имунитет који оставља ова вакцина је дуготрајан.
Вакцине из ове групе најчешће се дају у једној или две дозе. 

## Ограничења
Већина живих вакцина (са изузетком BCG вакцине) дају се деци тек у другој години живота (са ревакцинацијом, обично у 4-6 години), с обзиром на имунолошку незрелост одојчета и присуство мајчиних антитела која могу да смање имуногеност вакцине и инхибирају имунски одговор домаћина.
У остала ограничења спадају: 
Релативна нестабилност
Ово се односи посебно на више температуре, што чини транспорт и чување живих вакцина компликованим (нарочито у тропским крајевима), 
Опасност од изазивања болести
Жива вакцина код људи са неадекватном функцијом имунског система, може изазвати болест, те се стога генерално не дају имунокомпромитованим особама или трудницама (код њих се користе инактивисани и субјединичне вакцине, које су безбедније, мада и мање ефикасне).

## Контраиндикације
Имунизација против заразних болести не може се спроводити код лица код којих постоје контраиндикације, све док оне постоје.
Контраиндикације за имунизацију појединих лица против заразних болести могу бити опште и посебне, а по трајању – привремене или трајне.

### Опште контраиндикације
Опште контраиндикације за активну имунизацију су:
- акутне болести;
- фебрилна стања;
- анафилаксија на компоненте вакцине;
- теже нежељене реакције на претходну дозу вакцине.

Осим наведених контраиндикација, опште контраиндикације за живе вирусне вакцине су и:
- стања смањене отпорности (имунодефицијентна стања услед: малигних болести, терапије антиметаболицима, већим дозама кортикостероида, алкилирајућим једињењима или радијацијом и друга утврђена стања имуносупресије);
- трудноћа.

### Посебне контраиндикације
Посебне контраиндикације за активну имунизацију наведене су уз сваку имунизацију посебно, и оне могу бити привремене и трајне.
Привремене контраиндикације
Привремену контраиндикацију за имунизацију против одређене заразне болести утврђује доктор медицине који спроводи имунизацију, односно под чијим се надзором она спроводи, прегледом лица која се имунизују и увидом у здравствену документацију тих лица.
Трајне контраиндикације
Трајне контраиндикације за примену одређене вакцине код појединих лица одређује Стручни тим за контраиндикације на захтев доктора медицине који спроводи имунизацију.